# 豚に真珠
豚に真珠（ぶたにしんじゅ）は、新約聖書からのことわざ。

## 概要
価値の分からない者に貴重なものを与えても何の役にも立たないということを意味する。豚に貴重な真珠を見せようとも、何の興味も示さないというようにである。

### 新約聖書
マタイによる福音書第7章6節に、イエス・キリストの述べた言葉として聖なる物を犬に与えたり豚の前に真珠を置くな、このようなことをすれば足でそれらを踏みつけて、向き直ってあなたがたを噛み破るだろうとある。真珠のような価値のある尊い教えを授けたとしても、それが理解できない相手にはその価値は分からないということである。新約聖書のこの言葉が西洋でことわざとして用いられるようになり、それが日本にも伝わり日本でもことわざとして用いられるようになっているのである。明治から大正にかけては「豚に真珠を投ずる」や「豚に真珠を撒く」という形で用いられている場合もあるが、これ以降から現代では省略されて豚に真珠という形で用いられるようになっている。

## その他
ザ・スターリンの楽曲で『豚に真珠』というのがある。
ジョージ秋山による漫画作品で『聖書 新約篇 Ⅰ 豚に真珠をやるな』というのがある。